# Франсис Макклинток
Франсис Леополд Макклинток (на английски: Francis Leopold McClintock) е ирландски полярен изследовател, адмирал от флота на Великобритания.

## Ранни години (1819 – 1848)
Роден е на 8 юли 1819 година в Дъндолк, Ирландия. На 12-годишна възраст, през 1831 г., постъпва като доброволец в Кралския военноморски флот. На 29 юли 1845 е произведен в чин лейтенант.

## Експедиционна дейност (1848 – 1859)
Участва в четири експедиции изпратени от английското правителство към Канадския арктичен архипелаг за търсене на изчезналата експедиция на Джон Франклин.

### Участие в експедицията на Джеймс Кларк Рос (1848 – 1849)
През 1848 – 1849 участва в експедицията на Джеймс Кларк Рос в протока Бароу.

### Участие в експедицията на Хорацио Остин (1849 – 1851)
През 1849 – 1851 г. взема участие с отряда на Хорацио Томас Остин, като самостоятелно през юни 1851 извършва поход на ски на запад от остров Грифит (74°35′ с. ш. 95°30′ з. д. / 74.583333° с. ш. 95.5° з. д., в протока Бароу, на юг от остров Корнуолис), като изследва южното и югозападно крайбрежие на остров Батърст, пресича протока Остин (между Батърст на североизток и остров Байам Мартин на югозапад), изследва остров Байам Мартин, пресича протока Байам (между Байам Мартин на изток и остров Мелвил на запад) и достига до остров Мелвил.
Като цяло изминава над 1300 км, като първи от западноевропейските полярници практически използва ескимоски шейни теглени от кучета. На остров Бичи намира остатъци от първия зимен лагер на експедицията на Джон Франклин.

### Участие в експедицията на Едуард Белчер (1852 – 1854)
От 1852 до 1854 г. участва в експедицията на Едуард Белчер. Самостоятелно през април 1853 открива и картира северозападното крайбрежие на остров Мелвил и на северозапад от него открива остров Принц Патрик (15 848 км2, 76°45′ с. ш. 119°30′ з. д. / 76.75° с. ш. 119.5° з. д.). Движи се на юг през протоците Фицуилям (между Мелвил на югоизток и Принц Патрик на северозапад) и Келет (между Мелвил на изток и остров Еглинтън на запад) и открива и картира западното крайбрежие на остров Мелвил. От средата на май до средата на юни картира източното и северно крайбрежие на Принц Патрик до залива Сателайт (77°23′ с. ш. 117°16′ з. д. / 77.383333° с. ш. 117.266667° з. д., на северното крайбрежие). В северния вход на протока Фицуилям открива остров Емералд (549 км2, 76°48′ с. ш. 114°07′ з. д. / 76.8° с. ш. 114.116667° з. д.). На 18 юли се завръща в базата, като за 105 дни с кучешки впрягове преминава около 2200 км.
След завръщането си в Англия Макклинток, заедно с другите участници в експедицията Едуард Белчер и Робърт Макклур, са предадени на съд с обвинението, че са изоставили два кораба в Арктика. Скоро са оправдани и наградени с парични премии за постигнатите успехи, а Макклинток на 21 октомври 1854 г. е произведен в капитан.

### Намиране на изчезналата експедиция на Джон Франклин (1857 – 1859)
През 1857 – 1859 г. на кораба „Фокс“ предприема четвърта експедиция за търсене на Джон Франклин, организирана и спонсорирана изцяло от вдовицата на Франклин – Джейн Франклин.
Поради неблагоприятната ледова обстановка тази година първото зимуване извършва в Бафиновия залив, а второто в източната част на протока Бело (между п-ов Бутия на юг и остров Съмърсет на север). В началото на 1859 г., по време на подготовката за предстоящите походи, Макклинток и спътниците му виждат и закупуват от местните ескимоси много вещи на моряците от „Еребус“ и „Тирър“. На 1 март 1859 г. открива местоположението на Северния магнитен полюс.
В началото на април Макклинток заедно с лейтенант Уилям Хобсън и няколко матроси тръгва на поход за изследване на западното крайбрежие на п-ов Бутия и целия бряг на остров Кинг Уилям. На югозападния бряг на Бутия отряда се разделя на две групи. Макклинток продължава в южно направление, а Хобсън – на запад и югозапад. На 20 април 1859 г., в най-северната част на острова (нос Феликс) Хобсън открива остатъците от последния лагер на експедицията на Франклин на остров Кинг Уилям (69°05′ с. ш. 97°15′ з. д. / 69.083333° с. ш. 97.25° з. д.) и негово писмо, в което обяснява причините за гибелта на експедицията. Тези сведения са допълнени от информацията дадена от местните ескимоси и съдбата на изчезналата експедиция е изяснена окончателно.
Събраните материали по време на експедицията са публикувани през 1860 под заглавието: "The voyage of the „Fox“ in the Arctic seas".

## Последни години (1859 – 1907)
След завръщането си от своята последна, четвърта експедиция в Арктика, Макклинток продължава да служи в Кралския военноморски флот. На 1 октомври 1871 г. става контраадмирал, на 5 август 1877 – вицеадмирал, а на 7 юли 1884 – пълен адмирал и излиза в оставка.
Умира на 17 ноември 1907 година в Лондон на 88-годишна възраст.

## Памет
Неговото име носят:
- връх Макклинток (80°10′ ю. ш. 157°30′ и. д. / 80.166667° ю. ш. 157.5° и. д.) в Антарктида, на Земя Виктория;
- залив Макклинток (82°43′ с. ш. 76°35′ з. д. / 82.716667° с. ш. 76.583333° з. д.), на северното крайбрежие на остров Елсмиър, в Канадския арктичен архипелаг;
- залив Макклинток (68°39′ с. ш. 97°44′ з. д. / 68.65° с. ш. 97.733333° з. д.), на южното крайбрежие на остров Кинг Уилям, в Канадския арктичен архипелаг;
- нос Адмирал Макклинток (74°01′ с. ш. 91°07′ з. д. / 74.016667° с. ш. 91.116667° з. д.), на североизточния бряг на остров Съмърсет, в Канадския арктичен архипелаг;
- нос Леополд Макклинток (77°34′ с. ш. 116°27′ з. д. / 77.566667° с. ш. 116.45° з. д.), най-северната точка на остров Принц Патрик, в Канадския арктичен архипелаг;
- нос Макклинток (72°41′ с. ш. 21°56′ з. д. / 72.683333° с. ш. 21.933333° з. д.), на източния бряг на Гренландия;
- нос Макклинток (80°00′ с. ш. 70°39′ з. д. / 80° с. ш. 70.65° з. д.), на източния бряг на остров Елсмиър, в Канадския арктичен архипелаг;
- нос Макклинток (69°10′ с. ш. 110°08′ з. д. / 69.166667° с. ш. 110.133333° з. д.), най-северната точка на остров Кралско географско дружество, в Канадския арктичен архипелаг;
- нос Макклинток (77°24′ с. ш. 117°52′ з. д. / 77.4° с. ш. 117.866667° з. д.), на северозападния бряг на остров Принц Патрик, в Канадския арктичен архипелаг;
- нос Макклинток (81°06′ с. ш. 54°47′ и. д. / 81.1° с. ш. 54.783333° и. д.), най-северната точка на остров Солсбъри, в архипелага Земя на Франц Йосиф;
- нос Френсис (70°14′ с. ш. 96°33′ з. д. / 70.233333° с. ш. 96.55° з. д.), на западния бряг на п-ов Бутия, в Северна Канада;
- остров Макклинток (80°11′ с. ш. 56°35′ и. д. / 80.183333° с. ш. 56.583333° и. д.) в архипелага Земя на Франц Йосиф;
- проток Макклинток (71°48′ с. ш. 102°34′ з. д. / 71.8° с. ш. 102.566667° з. д.), между островите Принц Уелски на североизток и Виктория на югозапад, в Канадския арктичен архипелаг;
- шелфов ледник Макклинток (82°56′ с. ш. 77°25′ з. д. / 82.933333° с. ш. 77.416667° з. д.), на северното крайбрежие на остров Елсмиър, в Канадския арктичен архипелаг.